# 838

## Nașteri
- dată necunoscută: Ali ibn Sahl Rabban al-Tabari  (d. 870)

## Decese
- ianuarie: Babek soldat iranian (n. 798)
- dată necunoscută: Bonifaciu al II-lea de Toscana  (n. 788)
- dată necunoscută: Ziyadat Allah I  (n. 788)